# Nerites
Nerites (gr. Νηρίτης) – postać w mitologii greckiej, syn Nereusa i Doris, brat Nereid.
Był młodzieńcem wielkiej urody. Pokochała go Afrodyta, wówczas mieszkająca jeszcze w morzu. Gdy bogini uleciała na Olimp, obdarzyła Neritesa skrzydłami, by wzniósł się wraz z nią. Ten jednak wzbraniał się przez odlotem, aż w końcu obrażona Afrodyta podarowała skrzydła swojemu synowi Erosowi, a Neritesa zamieniła w uczepionego do skały małża.
W innej wersji mitu Nerites był kochankiem Posejdona i podążał za nim na falach. Zazdrosny o szybkość, z jaką się przemieszczał, bóg Helios przemienił go w małża.